# كارل ماير (شاعر)
كارل ماير (بالألمانية: Karl Mayer)‏ هو شاعر قانوني ‏ وقاضي وشاعر ألماني، ولد في 22 مارس 1786 في نيكاربيشوفسهايم في ألمانيا، وتوفي في 25 فبراير 1870 في توبينغن في ألمانيا.